# سوق العريف (بني العوام)

تعديل مصدري - تعديل

سوق العريف هي إحدى قرى عزلة العريف بمديرية بني العوام التابعة لمحافظة حجة، بلغ تعداد سكانها 391 نسمة حسب تعداد اليمن لعام 2004.